# 8020 Erzgebirge
8020 Erzgebirge è un asteroide della fascia principale. Scoperto nel 1990, presenta un'orbita caratterizzata da un semiasse maggiore pari a 2,3635938 au e da un'eccentricità di 0,1396706, inclinata di 8,43459° rispetto all'eclittica.
L'asteroide è dedicato ai Monti Metalliferi (in tedesco Erzgebirge).